# День космонавтики
День Космонавтики (рос. День Космона́втики) — свято, яке відзначають в Росії та деяких інших пострадянських країнах 12 квітня. Дата приурочена до першого польоту людини в космос, що відбувся 12 квітня 1961 року. Тоді громадянин СРСР Юрій Гагарін здійснив перший в світовій історії орбітальний обліт планети Земля на космічному кораблі «Восток-1».

## Історія
У СРСР святкування «Дня космонавтики» було запроваджено указом Президії Верховної Ради СРСР від 9 квітня 1962 року на прохання другого льотчика-космонавта СРСР Германа Титова, який звернувся до ЦК КПРС з відповідною пропозицією 26 березня 1962 року.
У сучасній Росії день святкується згідно з федеральним законом від 13 квітня 1995 року.
У 1968 році на 61-й конференції Міжнародної авіаційної федерації ухвалили рішення призначити 12 квітня «Всесвітнім днем авіації і космонавтики».
12 квітня 1981 року, рівно через 20 років після польоту Восток-1, в космос був запущений Спейс Шаттл (STS-1, Колумбія), хоча збіг дат був випадковим, запуск мав відбутися двома днями раніше.
7 квітня 2011 року Генеральна Асамблея ООН ухвалила резолюцію, згідно з якою 12 квітня стало Міжнародним днем польоту людини в космос.
Починаючи з 2001 року в багатьох містах світу 12 квітня відзначається Ніч Юрія, також відома як «Всесвітня космічна вечірка» (англ. World's Space party),